# ハヤ語
ハヤ語 (Haya、ハヤ語: OluHaya, スワヒリ語:Kihaya)は、バントゥー語群に属する言語である。話者はタンザニアのハヤ族の人々であり、ヴィクトリア湖の南部および南西部に居住する。話者数は1991年の推計値として約120万人である。.